# رئيس إيران
رئيس إيران هو رئيس حكومة جمهورية إيران الإسلامية وثاني أعلى مسؤول بعد المرشد الأعلى. أجريت أول انتخابات في عام 1980م وفاز بها أبو الحسن بني صدر. يشغل مسعود بزشكيان حاليًا منصب رئيس إيران، بعد انتخابه في الانتخابات الرئاسية الإيرانية عام 2024م وحصوله على تأييد رسمي من المرشد الأعلى.

## الوظائف
على النقيض من معظم الجمهوريات، رئيس الدولة الإيرانية ليس الرئيس ولكن قائد الثورة الإسلامية وهو شخصية دينية اُختيرت من قبل مجلس خبراء القيادة. آية الله روح الله الخميني، ربما كان الزعيم الإيراني الأكثر شهرة في الغرب، وكان قائد الثورة، وليس الرئيس.
على الرغم من ذلك، فإن رئيس الجمهورية يؤدي وظائف عديدة تعود تقليديًا إلى رئيس الدولة، مثل تسمية السفراء. منذ تعديل الدستور في عام 1989م الذي ألغى منصب رئيس الوزراء واندمجت معظم مهام رئيس الوزراء مع قرارات رئيس الجمهورية، أصبحت رئاسة الجمهورية ذات مكانة هامة من حيث التأثير الحكومي.
الرئيس هو المسؤول عن تنفيذ الدستور وممارسة السلطة التنفيذية بإستثناء الصلاحيات التي يختص بها المرشد الأعلى. يعين الرئيس وزراء حكومته ويشرف على مجلس الوزراء، وينسق قرارات الحكومة، ويختار سياسات الحكومة قبل إحالتها إلى البرلمان. يتولى ثمانية نواب للرئيس مساعدة الرئيس على تشكيل حكومة من 21 وزيرًا، والتي يجب أن يوافق عليها البرلمان. على عكس العديد من الدول الأخرى، فإن السلطة التنفيذية في إيران لا تسيطر على القوات المسلحة. على الرغم من أن الرئيس يعين وزراء الاستخبارات والدفاع، ومن المعتاد أن يحصل الرئيس على موافقة صريحة من القائد الأعلى على تعيين الوزيرين قبل عرضهما على مجلس النواب للتصويت على الثقة.

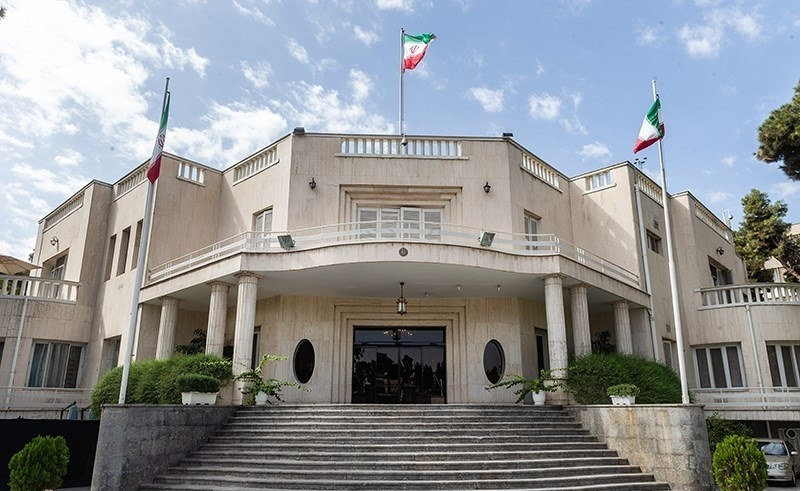
الإدارة الرئاسية الإيرانية، مكتب الرئيس في شارع باستور، طهران.

## الانتخابات
يتم انتخاب الرئيس في انتخابات وطنية عن طريق الاقتراع العام. يحق لأي مواطن إيراني بلغ أكثر من 18 عامًا التصويت فيها. يقتصر الانتخاب على المرشحين الذين وافق عليهم مجلس صيانة الدستور . ويهدف هذا المجلس إلى الحفاظ على قيم الجمهورية الإسلامية ويعين المرشد الأعلى 12 عضوا في هذا المجلس مباشرة أو بشكل غير مباشر .
ليكون أي مرشح مؤهلًا لرئاسة الجمهورية، يعلن المجلس أن الشروط التالية يجب أن تتحقق فيه:
- لا بد له من أن يكون مسلمًا ومن أصل إيراني.
- يجب أن يكون بين 25 و75 عامًا.
- يجب ألا يكون قد سبق الحكم عليه.
- أن لا يكون قد خدم البلاد خلال النظام الملكي الإيراني.
- لا بد له من أن يكون مخلصًا للجمهورية الإسلامية.

وفقًا للدستور الإيراني، يتم اختيار الرئيس من بين الأشخاص الذين استوفوا الشروط التالية: من إيران، وهو مواطن إيراني، تقي وحكيم، ذو تاريخ جيد، جدير بالثقة، فاضل، حريص على قيم الجمهورية الإسلامية الإيرانية والدين الرسمي للدولة.
إذا لم يتم استيفاء هذه الشروط، يصوت مجلس صيانة الدستور بحق النقض للمرشح. تعتبر إجراءات الموافقة على التحقق من صلاحيات رئيس الجمهورية. عمومًا، ويتم اعتماد أقلية صغيرة فقط من المتقدمين. في انتخابات عام 1997م، على سبيل المثال، لم يتمكن من الترشح للانتخابات سوى 4 فقط من المرشحين المحتملين الـ238. ولم يسمح لأي امرأة في أي وقت مضى بالترشح.
يجب أن ينتخب الرئيس بالأغلبية البسيطة من أصوات الناخبين. واذا لم تتحق الأغلبية تجرى جولة ثانية لإتمام العملية الانتخابية.
وفقًا للدستور الإيراني، في حالة الوفاة، إقالة أو استقالة أو غياب أو مرض أكثر من شهرين للرئيس وخلفه لم ينتخب بعد، تنتقل السلطات للنائب الأول للرئيس مؤقتًا (الفصل 131 من الدستور). قبل التنقيح في عام 1989م يتألف مجلس الرئاسة المؤقتة من رئيس الوزراء، ورئيس مجلس الشورى ورئيس المحكمة العليا ويكلفوا بأداء مهام الرئاسة حتى الانتخابات. يصبح الرئيس المنتخب تلقائيًا رئيسًا لمجلس الثورة الثقافية، والمجلس الأعلى للأمن القومي.

## عملية تولي منصب رئيس إيران
- التأهيل من قِبل مجلس صيانة الدستور الإيراني.
- الانتخاب بأغلبية نصف الأصوات على الأقل.
- موافقة قائد جمهورية إيران الإسلامية على المرسوم الرئاسي.
- تنصيب الرئيس في جلسة علنية لمجلس الشورى الإسلامي.

## الواجبات والصلاحيات في الدستور
بما أن الدستور الإيراني مبني على الدستور الفرنسي، فإن رئيس إيران يُشابه رئيس الوزراء الفرنسي من حيث الصلاحيات.
- المادة 127: للرئيس، في حالات خاصة، أن يُعيّن ممثلًا أو ممثلين خاصين له بصلاحيات محددة، حسب الحاجة، بموافقة مجلس الوزراء. وفي هذه الحالات، تُعتبر قرارات الممثل أو الممثلين المذكورين قرارات رئيس الجمهورية ومجلس الوزراء.
- المادة 123: على رئيس الجمهورية التوقيع على موافقات مجلس النواب أو نتائج الاستفتاء بعد استكمال الإجراءات القانونية وإبلاغه بها، وتقديمها إلى الجهات المعنية لتنفيذها.
- المادة 125: يخضع توقيع المعاهدات والاتفاقيات والعقود بين حكومة إيران والحكومات الأخرى، وكذلك توقيع المعاهدات المتعلقة بالاتحادات الدولية، لموافقة مجلس الشورى الإسلامي من قِبل رئيس الجمهورية أو ممثله القانوني.
- المادة 125: يخضع توقيع المعاهدات والاتفاقيات والعقود بين حكومة إيران والحكومات الأخرى، وكذلك توقيع المعاهدات المتعلقة بالاتحادات الدولية، لموافقة مجلس الشورى الإسلامي من قِبل رئيس الجمهورية أو ممثله القانوني.
- المادة 126: يتولى رئيس الجمهورية مسؤولية مُباشرة شؤون التخطيط والموازنة والإدارة والتوظيف في البلاد، وله أن يفوض إدارتها لشخص آخر.
- المادة 128: يُعيّن السفراء بناءً على اقتراح وزير الخارجية وموافقة رئيس الجمهورية. ويوقع رئيس الجمهورية على أوراق اعتماد السفراء ويقبل أوراق اعتماد سفراء الدول الأخرى.
- المادة 129: يتولى رئيس الجمهورية منح شارات الدولة.
- المادة 130: يقدم رئيس الجمهورية استقالته إلى المرشد الأعلى، ويستمر في أداء مهامه حتى قبولها.
- المادة 136: يجوز لرئيس الجمهورية إقالة الوزراء، وفي هذه الحالة يجب عليه الحصول على ثقة مجلس الشورى الإسلامي للوزير أو الوزراء الجدد. إذا تغير نصف مجلس الوزراء بعد أن أعرب مجلس الشورى الإسلامي عن ثقته بالحكومة، فعليه أن يطلب مرة أخرى من مجلس الشورى الإسلامي منح الثقة لمجلس الوزراء.[7]

## القائمة
| # | صورة | الاسم تاريخ الولادة-تاريخ الوفاة | المنصب         | المنصب                               | ملاحظات                                                                          |
| - | ---- | -------------------------------- | -------------- | ------------------------------------ | -------------------------------------------------------------------------------- |
| 1 |      | أبو الحسن بني صدر (1933 – 2021)  | 4 فبراير 1980  | 22 يونيو 1981                        | تم خلعه من قبل مجلس الشورى الإسلامي                                              |
| 2 |      | محمد علي رجائي (1933 – 1981)     | 2 أغسطس 1981   | 30 أغسطس 1981                        | اغتيل مع رئيس وزرائه محمد جواد باهنر خلال اجتماع مجلس الوزراء بواسطة حقيبة مفخخة |
| 3 |      | علي خامنئي (1939 – )             | 13 أكتوبر 1981 | 3 أغسطس 1989 (أعيد انتخابه سنة 1985) | المرشد الأعلى للثورة الإسلامية.                                                  |
| 4 |      | هاشمي رفسنجاني (1934 –2017)      | 3 أغسطس 1989   | 3 أغسطس 1997 (أعيد انتخابه سنة 1993) |                                                                                  |
| 5 |      | محمد خاتمي (1943 – )             | 3 أغسطس 1997   | 3 أغسطس 2005 (أعيد انتخابه سنة 2001) |                                                                                  |
| 6 |      | محمود أحمدي نجاد (1956 – )       | 3 أغسطس 2005   | 3 أغسطس 2013 (أعيد انتخابه سنة 2009) |                                                                                  |
| 7 |      | حسن روحاني (1948 – )             | 3 أغسطس 2013   | 3 أغسطس 2021                         |                                                                                  |
| 8 |      | إبراهيم رئيسي (1960 – 2024)      | 3 أغسطس 2021   | 19 مايو 2024                         | لقي حتفه في تحطم مروحية ورزقان 2024                                              |
|   |      | محمد مخبر (1955 – ) (مؤقت)       | 19 مايو 2024   | 27 يوليو 2024                        | تسلَّم الرئاسة مُؤقتًا لكونه النائب الأول للرئيس إبراهيم رئيسي                       |
| 9 |      | مسعود بزشكيان (1954 – )          | 28 يوليو 2024  |                                      |                                                                                  |